# Fascellina meligerys
Fascellina meligerys là một loài bướm đêm trong họ Geometridae.